# Kranlokomotive

Kranlokomotive, gebaut von der Maschinenfabrik Esslingen

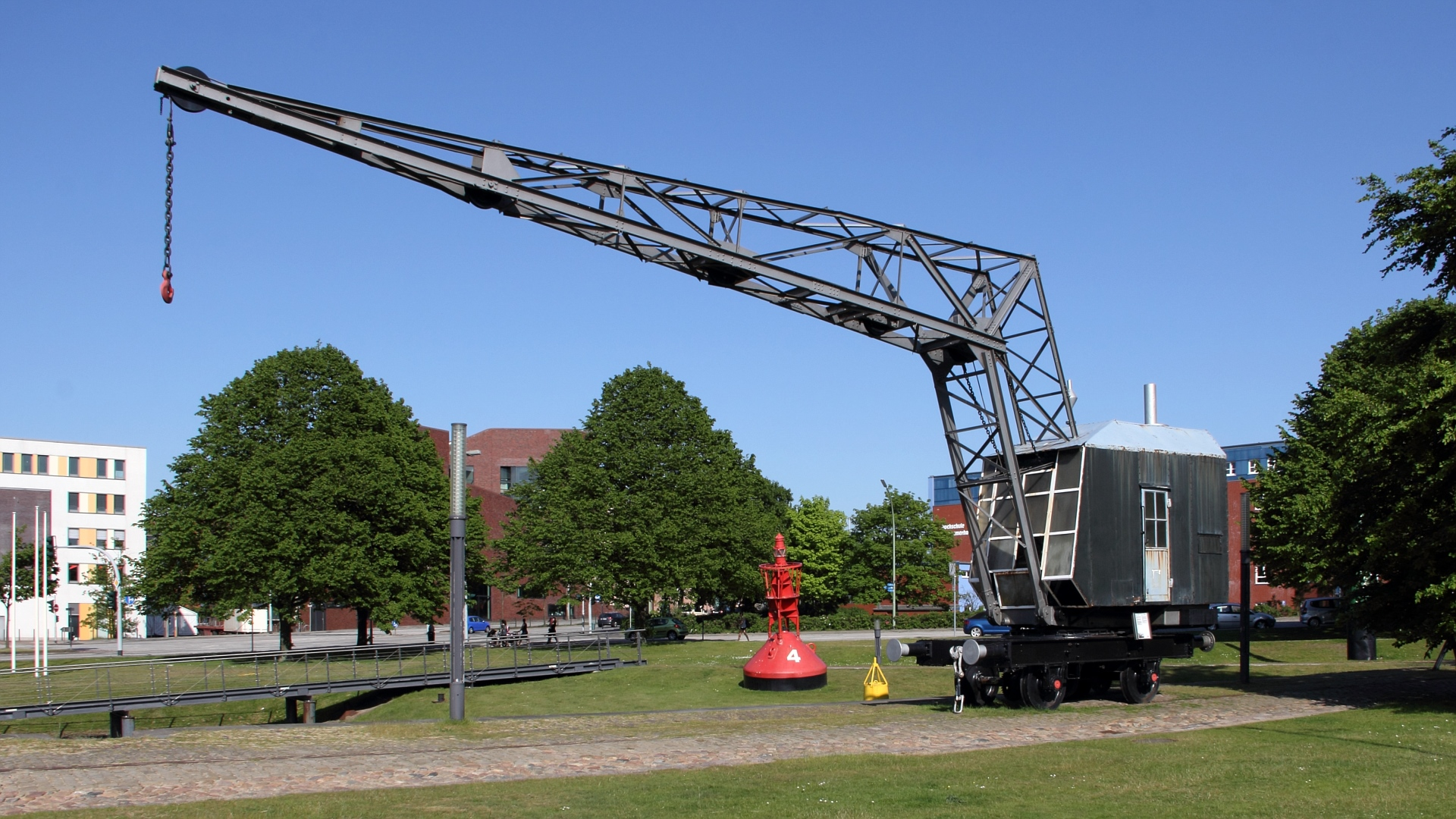
Dampf-Werftkran der Orenstein & Koppel AG

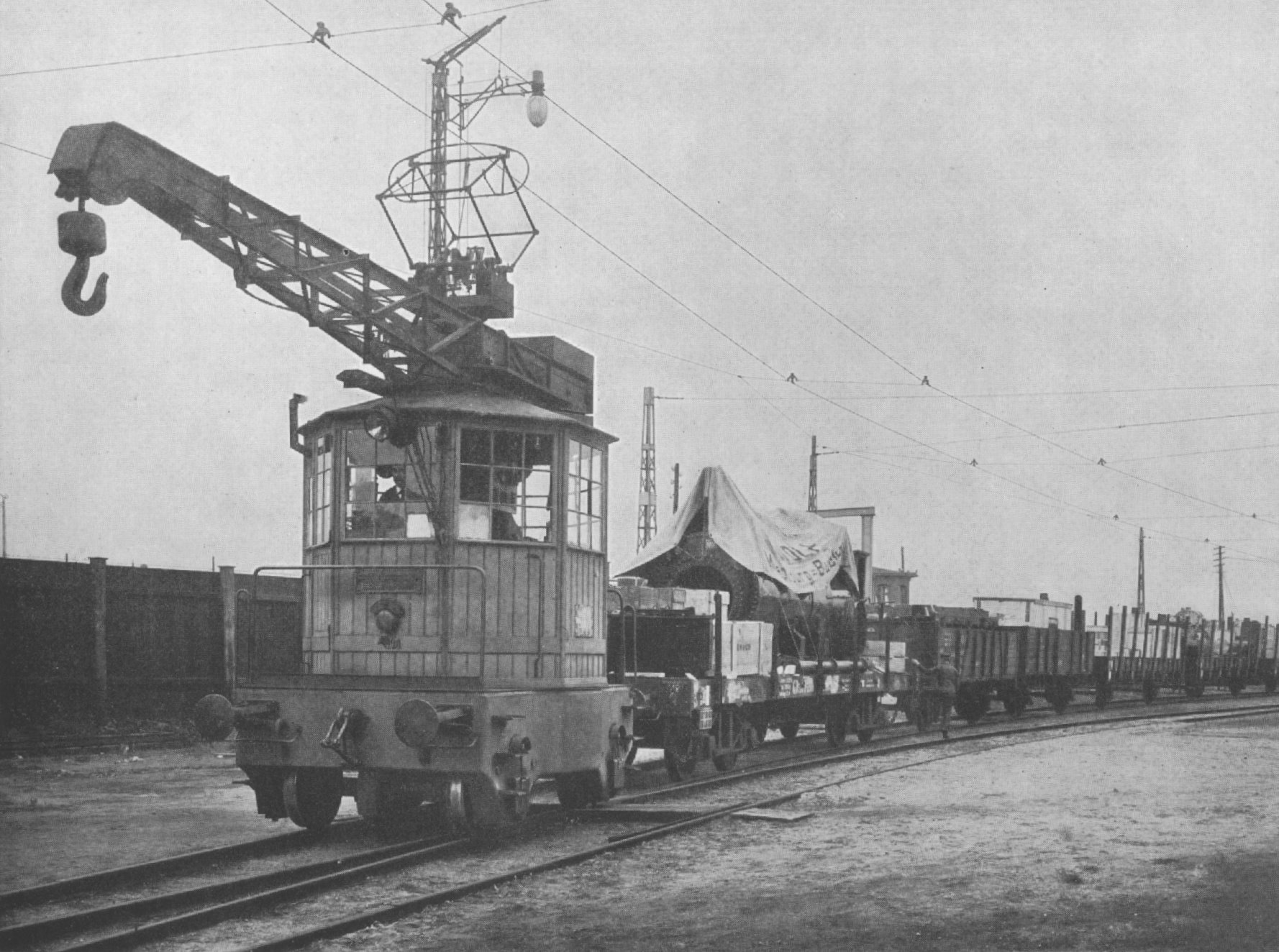
Elektrische Kranlokomotive um 1910 im Einsatz bei der Maschinenfabrik R. Wolf in Magdeburg-Salbke

Als Kranlokomotiven bezeichnet man Lokomotiven, üblicherweise Rangier- bzw. Kleinlokomotiven, die mit einem Kranaufbau ausgerüstet sind.
In der ersten Hälfte des 20. Jahrhunderts wurden einige Dampflokomotiven gebaut, die mit einem ebenfalls dampfgetriebenen Drehkran versehen waren. Diese Kranlokomotiven hatten in der Regel eine Ausladung von fünf bis sieben Meter, eine Tragkraft von 4 bis 26 Tonnen und wurden zur Bergung von verunfallten Eisenbahnwagen oder bei Bauarbeiten verwendet.
Eine der ersten Kranlokomotiven entstand 1865 in den Werkstätten der London and North Western Railway.
Aber auch Werks- und Industriebahnen hatten früher Kranlokomotiven im Einsatz, da es nicht immer möglich war, Be- und Entladepunkte an ein und dieselbe Stelle und damit unter eine stationäre Krananlage zu verlegen. Einzelne Kranlokomotiven waren durchaus kostengünstiger als eine Vielzahl örtlich festliegender Krananlagen.
Im Freigelände des Deutschen Schifffahrtsmuseums in Bremerhaven ist ein 1939/40 bei der Orenstein & Koppel AG in Lübeck gebauter Dampfkran zu sehen. Ausgerüstet mit einer Zwillingsdampfmaschine war er aufgrund seines Allradantriebes in der Lage, auf ebener Strecke zwei bis drei beladene Güterwagen zu ziehen. Die Ausladung des Krans beträgt 6 m, die Tragkraft lag bei 3 t. Die Maschine war bis 1972 auf der Yachtwerft Kurt Bartels in Elsfleth im Einsatz.

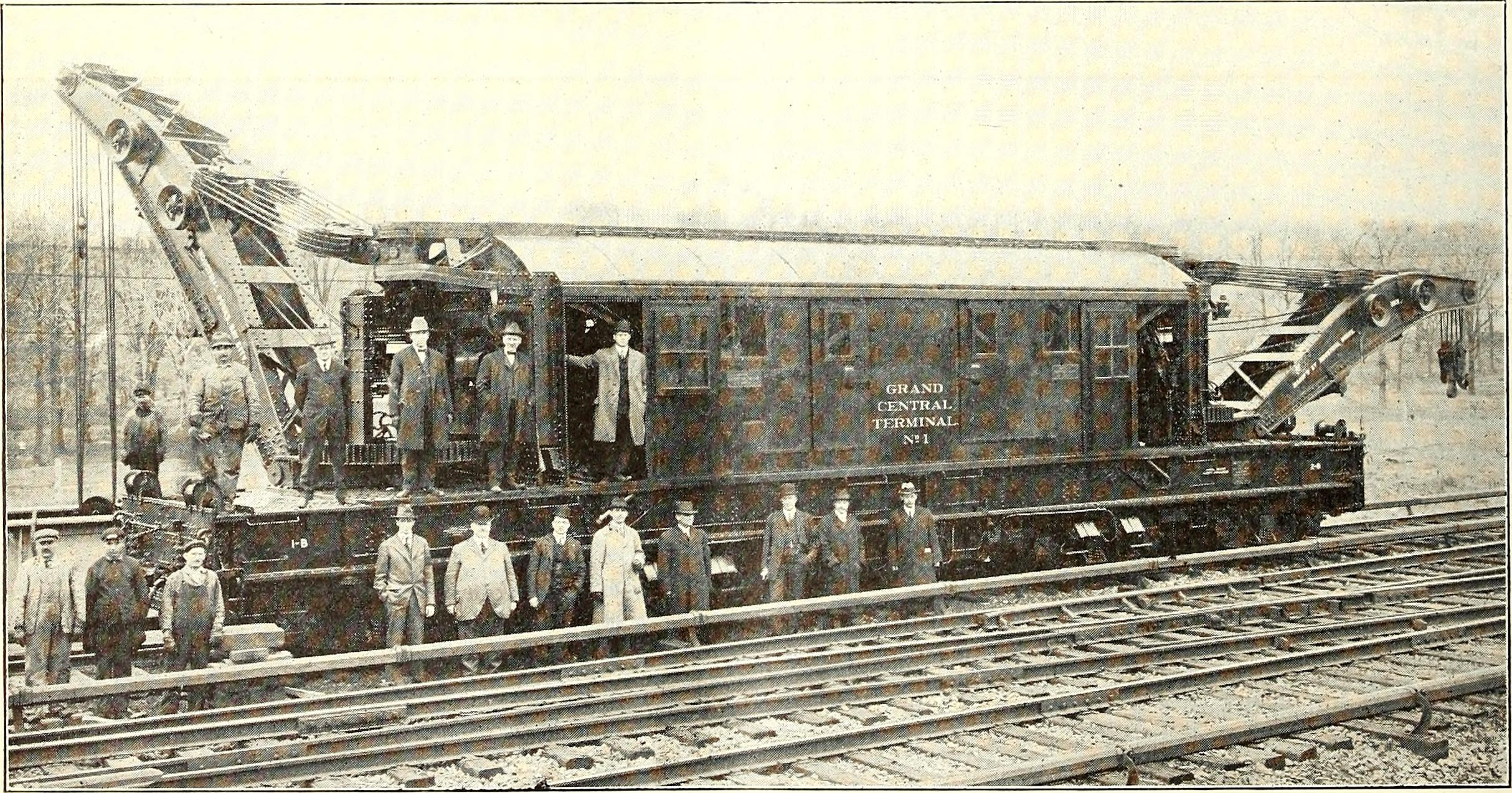
Elektrische Kranlokomotive der New York Central and Hudson River Railroad

Eine der größten Kranlokomotiven war die 1914 für die New York Central and Hudson River Railroad gebaute elektrische Lokomotive mit Kränen an beiden Stirnseiten. Sie bezog den Strom über eine seitliche Stromschiene und war zusätzlich mit Akkumulatoren ausgestattet, die den Betrieb an Orten ermöglichten, an denen kein anderer Strom verfügbar war. Eine fast baugleiche Maschine besaß bereits ab 1910 auch die Pennsylvania Railroad.
Zur Nutzung im Gleisbau werden in Italien mehrere mit Kranaufbauten versehene Dieselkleinlokomotiven deutscher Hersteller eingesetzt. Tragkraft und Ausladung der Fahrzeuge sind dabei jedoch deutlich geringer als bei ihren dampfbetriebenen Vorläufern.